# Wenling
Wenling (温岭市S, Wēnlǐng ShìP) è una città-contea della Cina, situata nella provincia dello Zhejiang.